# WarCraft II: The Dark Saga
WarCraft II: The Dark Saga ist eine Computerspielesammlung, die Warcraft II: Tides of Darkness und dessen Erweiterung Warcraft II: Beyond the Dark Portal beinhaltet. Sie wurde von Blizzard Entertainment entwickelt und erschien 1997 für PlayStation und Sega Saturn.

## Spielprinzip
Die Konsolenfassung unterscheidet sich nicht inhaltlich vom Hauptspiel samt Erweiterung. Neu hinzugekommen sind die Steuerung mit Gamepad oder wahlweise Maus. Das Speichern des Spielstandes ist mit Speichermodulen möglich. Alternativ erhält der Spieler am Ende Levelpasswörter. Mit einem PlayStation Link Cable kann im Mehrspielermodus gespielt werden. Anstatt 9 wie in der PC-Fassung können 16 Einheiten gleichzeitig selektiert werden.

## Rezeption
Robert Bannert von M! Games bezeichnete das Spiel als hektisch. Die Computergegner agieren wenig intelligent und der Aufbau der Missionen sei einfach. Das Spielprinzip rund um Aufbau und Erforschung sei jedoch leichtgängig und fesselnd. Sein Kollege Winnie Forster vermisste taktische Tiefe, insbesondere im Vergleich zu Strategiespielen japanischer Herkunft. Der Aufbauteil rund um das Wachstum der Kriegsökonomie sei stärker im Fokus. Er vermisste die Übernahme von Truppen in das nächste Szenario. Motivierend hingegen seien die neuen Waffengattungen und Gebäude bei der Kampagnenprogression. Die Grafiken der PC-Fassung seien „lustlos herunterkonvertiert“ worden. Die Redaktion von Video Games hingegen urteilte, dass die Konsolenfassungen nahezu ohne schwere Einsparungen oder Verschlimmbesserungen portiert wurden. Das Gameplay sei schnell und flüssig. Die störende Übersichtskarte sei ein kleiner Schönheitsfehler der grafischen Oberfläche. Größere Karten würden die Speichermodule schnell füllen. René Schneider von Mega Fun hingegen lobte die künstliche Intelligenz der Gegenspieler auch wenn die Missionen sie stets mit einem Anfangsvorsprung versehen würden.